# Ferme au 18, rue de Mundolsheim à Lampertheim
Pour les articles homonymes, voir Ferme de Lampertheim.
La ferme au 18, rue de Mundolsheim est un monument historique situé à Lampertheim, dans le département français du Bas-Rhin.

## Localisation
Ce bâtiment est situé au 18, rue de Mundolsheim à Lampertheim.

## Historique
L'édifice fait l'objet d'une inscription au titre des monuments historiques depuis 2001.